# (523772) 2014 XR40
(523772) 2014 XR40 ist ein großes transneptunisches Objekt im Kuipergürtel, das bahndynamisch als erweitertes Scattered Disc Object (DO) oder als Cubewano eingestuft wird. Aufgrund seiner Größe ist der Asteroid ein Zwergplanetenkandidat.

## Entdeckung
2014 XR40 wurde am 2. Dezember 2014 von einem Astronomenteam bestehend aus B. Gibson, T. Goggia, N. Primak, A. Schultz und M. Willman im Rahmen des Pan-STARRS-Projekts mit dem 1,8-m-Ritchey-Chretien-Teleskop (PS1) am Haleakalā-Observatorium (Maui) entdeckt. Die Entdeckung wurde am 17. Juli 2016 bekanntgegeben, der Planetoid erhielt am 25. September 2018 von der IAU die Kleinplanetennummer 523772.
Nach seiner Entdeckung ließ sich 2014 XR40 auf Fotos bis zum 27. Mai 2010, die ebenfalls im Rahmen des Pan-STARRS-Programmes gemacht wurden, zurückgehend identifizieren und so seinen Beobachtungszeitraum um vier Jahre verlängern, um so seine Umlaufbahn genauer zu berechnen. Im Oktober 2018 lagen insgesamt 157 Beobachtungen über einen Zeitraum von 8 Jahren vor. Die bisher letzte Beobachtung wurde im April 2018 auch wieder am Pan-STARRS-Teleskop durchgeführt. (Stand 1. März 2019)

## Eigenschaften

### Umlaufbahn
2014 XR40 umkreist die Sonne in 282,11 Jahren auf einer leicht elliptischen Umlaufbahn zwischen 36,79 AE und 49,24 AE Abstand zu deren Zentrum. Die Bahnexzentrizität beträgt 0,144, die Bahn ist 24,83° gegenüber der Ekliptik geneigt. Derzeit ist der Planetoid 44,07 AE von der Sonne entfernt. Das Perihel durchläuft er das nächste Mal 2090, der letzte Periheldurchlauf dürfte also im Jahre 1808 erfolgt sein.
Marc Buie (DES) klassifiziert den Planetoiden als erweitertes SDO (ESDO bzw. DO), während vom Minor Planet Center keine spezifische Einstufung existiert; letzteres ordnet ihn als Nicht-SDO und allgemein als «Distant Object» ein. Das Johnston’s Archive führt ihn dagegen als Cubewano auf, wobei er zu den bahndynamisch «heißen» klassischen KBO gehören würde.

### Größe
Derzeit wird von einem Durchmesser von 457 km ausgegangen, basierend auf einem Rückstrahlvermögen von 6 % und einer absoluten Helligkeit von 5,4 m. Ausgehend von einem Durchmesser von 457 km ergibt sich eine Gesamtoberfläche von etwa 656.000 km2. Die scheinbare Helligkeit von 2014 XR40 beträgt 21,77 m.
Da anzunehmen ist, dass sich 2014 XR40 aufgrund seiner Größe im hydrostatischen Gleichgewicht befindet und somit weitgehend rund sein muss, sollte er die Kriterien für eine Einstufung als Zwergplanet erfüllen. Mike Brown geht davon aus, dass es sich bei 2014 XR40 um möglicherweise einen Zwergplaneten handelt.
| Jahr                                         | Abmessungen km | Quelle   |
| -------------------------------------------- | -------------- | -------- |
| 2018                                         | 404,0          | Johnston |
| 2018                                         | 457,0          | Brown    |
| Die präziseste Bestimmung ist fett markiert. |                |          |